# Digvijaygram
Digvijaygram é uma vila no distrito de Jamnagar, no estado indiano de Gujarat.

## Demografia
Segundo o censo de 2001, Digvijaygram tinha uma população de 9530 habitantes. Os indivíduos do sexo masculino constituem 53% da população e os do sexo feminino 47%. Digvijaygram tem uma taxa de literacia de 64%, superior à média nacional de 59,5%: a literacia no sexo masculino é de 73% e no sexo feminino é de 53%. Em Digvijaygram, 14% da população está abaixo dos 6 anos de idade.